# Xuân Đài, Tân Sơn
Xuân Đài là một xã thuộc huyện Tân Sơn, tỉnh Phú Thọ, Việt Nam.
Xuân Đài là một trong những xã nghèo của huyện Tân Sơn. Tổng diện tích đất là 6.595 ha, trong đó đất sử dụng cho nông nghiệp là 250 ha. Đất lâm nghiệp chiếm 4.361 ha và hầu hết là trồng cây keo. Xuân Đài có tổng dân số là 5.848 người, gồm 1.377 hộ gia đình thuộc 14 khu của xã. Dân tộc Mường chiếm đa số với 84%. Dân tộc Kinh chiếm 12%, 4% là dân tộc Dao. Xã Xuân Đài có những nguồn thu nhập chính: trồng lúa, trồng keo, chăn nuôi, và trồng chè. Tỷ lệ hộ nghèo vẫn ở mức cao. Tỷ lệ hộ nghèo năm 2013 chiếm 24,66% và 29,98% là hộ cận nghèo., mật độ dân số đạt 75 người/km².